# Guzmania danielii
Guzmania danielii är en gräsväxtart som beskrevs av Lyman Bradford Smith. Guzmania danielii ingår i släktet Guzmania och familjen Bromeliaceae. Inga underarter finns listade i Catalogue of Life.